# Закон України «Про електронні комунікації»
Закон України «Про електронні комунікації» — Закон України, що визначає правові та організаційні основи державної політики у сферах електронних комунікацій та радіочастотного спектра, а також права, обов'язки та відповідальність фізичних і юридичних осіб, які беруть участь у відповідній діяльності або користуються електронними комунікаційними послугами.

## Потреба у прийнятті Закону
Чинна Угода про асоціацію України та ЄС передбачає обов'язок України з імплементації до національної правової системи законодавчих актів ЄС у сфері телекомунікацій, в тому числі, нових. План заходів з реалізації стратегічного курсу держави на набуття повноправного членства України в ЄС передбачає опрацювання питання щодо інтеграції до внутрішнього ринку ЄС у сфері цифрової економіки. Це потребуватиме відповідності українського законодавства актуальному законодавству ЄС у даній сфері. При розробці Закону за основу були взяті положення Європейського кодексу електронних комунікацій. До прийняття Закону Україна майже не здійснювала практичних кроків щодо імплементації актів права ЄС в сфері телекомунікацій в чинне законодавство.

## Проходження законопроєкту
- Проєкт закону 05.02.2020 поданий групою народних депутатів IX скликання, 20.05.2020 включений до порядку денного.
- 16.06.2020 прийнятий у першому читанні, а 30.09.2020 в цілому.
- 29.10.2020 Президент ветував закон та надав свої пропозиції до його тексту.
- 16.12.2020 Закон підтримано в доопрацьованій редакції.
- 12.01.2021 Президент підписав Закон.

## Структура
Закон великий за об'ємом, складається зі 128 статей у 19-ти розділах:
- Розділ I. Загальні положення
- Розділ II. Державне управління і регулювання у сферах електронних комунікацій та радіочастотного спектра
- Розділ III. Державний нагляд (контроль) за додержанням законодавства у сферах електронних комунікацій та радіочастотного спектра
- Розділ IV. Загальна авторизація
- Розділ V. Електронні комунікаційні мережі
- Розділ VI. Доступ та взаємоз'єднання електронних комунікаційних мереж загального користування
- Розділ VII. Технічне регулювання електронних комунікацій
- Розділ VIII. Державне управління та регулювання у сфері радіочастотного спектра
- Розділ IX. Користування радіочастотним спектром
- Розділ X. Радіообладнання, випромінювальні пристрої та присвоєння радіочастот
- Розділ XI. Ресурси нумерації
- Розділ XII. Аналіз ринків електронних комунікацій
- Розділ XIII. Універсальні електронні комунікаційні послуги
- Розділ XIV. Послуги електронних комунікацій та кінцеві користувачі послуг
- Розділ XV. Конфіденційність електронних комунікаційних послуг
- Розділ XVI. Захист прав та інтересів кінцевих користувачів послуг
- Розділ XVII. Відповідальність за порушення законодавства про електронні комунікації
- Розділ XVIII. Міжнародне співробітництво
- Розділ XIX. Прикінцеві та перехідні положення.

## Основні положення
Закон уточнює термінологію у сфері електронних комунікацій, впроваджує принцип мінімально необхідного та передбачуваного регулювання галузі, а також принципи прозорості, відсутності дискримінації і технологічної нейтральності.
Крім того, запроваджується повідомний принцип реєстрації суб'єктів господарювання у сфері електронних комунікацій; запроваджуються консультації з учасниками ринку з усіх питань, що зачіпають їхні інтереси, та встановлюється процедура подання документів до регуляторного органу в електронному вигляді.
Також передбачається проведення географічних оглядів мереж для побудови карти покриття країни широкосмуговим доступом до інтернету.
Для абонентів Закон, крім іншого, передбачає:
- визначення доступу до інтернету як універсальної послуги[en] у сфері електронних комунікацій, яка покликана забезпечити доступність для населення послуг інтернет;
- позасудовий захист прав за допомогою НКРЗІ;
- можливість замовлення окремої послуги поза пакетом;
- інформування постачальником про мінімальну, середню та максимальну швидкість надання послуги інтернет[2].